# Golpe de Estado en Haití de septiembre de 1988
El Golpe de Estado en Haití de septiembre de 1988 tuvo lugar el 18 de septiembre de 1988, cuando un grupo de suboficiales de la Guardia Presidencial de Haití derrocó al general Henri Namphy y llevó al poder al general Prosper Avril. Namphy había sido miembro del Consejo Nacional de Gobierno instalado tras la caída de Jean-Claude Duvalier, desde 1986 hasta la toma de posesión en febrero de 1988 de Leslie Manigat, quien había ganado las elecciones presidenciales haitianas controladas por los militares en enero de 1988. Namphy había derrocado a Manigat en el golpe de Estado de junio de 1988, cuando Manigat había intentado ejercer su derecho constitucional a controlar las asignaciones militares.

## Desarrollo
La masacre de St. Jean Bosco el 11 de septiembre, atribuida a exmiembros de los Tonton Macoute, contribuyó al golpe de septiembre, en particular después de que Namphy no lo condenó y seis participantes pudieron aparecer en la televisión nacional al día siguiente y lanzar nuevas amenazas. Como lo expresó la Comisión Interamericana de Derechos Humanos, "Mucha gente se indignó porque estas personas pudieran aparecer en la televisión, sin ningún disfraz, confesar su participación en estos eventos y amenazar futuros actos criminales sin temor a ser arrestados por las autoridades". Además, existían temores de que la masacre podría ser el comienzo de la reaparición de los Tonton Macoute y potencialmente eclipsar al ejército.
Avril había sido removido del Consejo Nacional de Gobierno en 1986 después de manifestaciones que protestaban por sus vínculos con el régimen anterior de Jean-Claude Duvalier. El golpe de septiembre lo llevó a la presidencia y permaneció como jefe de un régimen militar hasta marzo de 1990.
En una breve declaración preparada a nombre de la Guardia Presidencial, el sargento Joseph Heubreux explicó el golpe como un intento de los suboficiales de restaurar el honor a las Fuerzas Armadas de Haití y poner fin a un período de "violencia aleatoria y confusión en la cadena de mando del ejército bajo el mando del general Namphy". El sargento Heubreux presentó al nuevo jefe de Estado, Prosper Avril, como "el oficial más honesto" en las fuerzas armadas haitianas. El teniente general Prosper Avril declaró que aceptaba su nominación como nuevo presidente para "salvar al país de la anarquía y el caos".